# Ксенокл
Ксенокл (др.-греч. Ξενοκλῆς) — имя двух древнегреческих поэтов: один приходился дедом второму. Работы обоих не сохранились, за исключением пары фраз, спародированных в комедии Аристофана «Облака». Ксенокл считается автором тетралогий «Ликаон» («Λυκάων»), «Вакханки» («Βάκχαι»), «Эдип» («Οίδίπους»), «Афамант» («Αδάμας»).

Старший афинский трагик написал пьесу об Эдипе. Аристофан считал его посредственным поэтом и высмеял его в своей комедии «Женщины на празднике Фесмофорий». Тем не менее, в 415 до н. э. Ксенокл одержал победу с одной из своих тетралогий над Еврипидом. Клавдий Элиан считал эту победу незаслуженной:
«Во время девяносто первой Олимпиады, когда победителем в беге был Эксенет из Акраганта, Ксенокл и Еврипид оспаривали друг у друга победу. Первое место занял Ксенокл трагедиями «Эдип», «Ликаон», «Вакханки» и сатировой драмой «Атамант». Второе — Еврипид трагедиями «Александр», «Паламед», «Троянки» и сатировой драмой «Сисиф». Разве не смехотворно, что Ксенокл победил, а Еврипид, выступивший с такими драмами, — побеждён? По этому поводу можно высказать два предположения: либо судьи были несведущи в поэзии, ничего не смыслили в ней и были неспособны вынести правильное суждение, либо их подкупили. То и другое равно позорно и равно недостойно Афин».